# パディー・ライアン
パディー・ライアン（Paddy Ryan、1988年8月9日 - ）は、ジャパンラグビーリーグワンリコーブラックラムズ東京に所属するラグビーユニオン選手。

## プロフィール
- オーストラリア・タムワース出身。
- ポジションはプロップ(PR)。
- 身長 190 cm、体重 114 kg
- ニックネームはパディー。
- オーストラリア代表キャップは3（2020年6月現在）。
- バーバリアンズに選ばれたことがある[1]。

## 略歴
10歳からラグビーを始めた。
Stジョセフカレッジ卒業後、ワラターズ、シドニー・スターズ、NSW・カントリーイーグルスを経て、2018年、宗像サニックスブルースに加入。同年12月1日にジャパンラグビートップリーグ総合順位決定トーナメント1回戦Honda HEAT戦に先発出場で日本での公式戦初出場を果たす。
2023年1月、リコーブラックラムズ東京に加入。

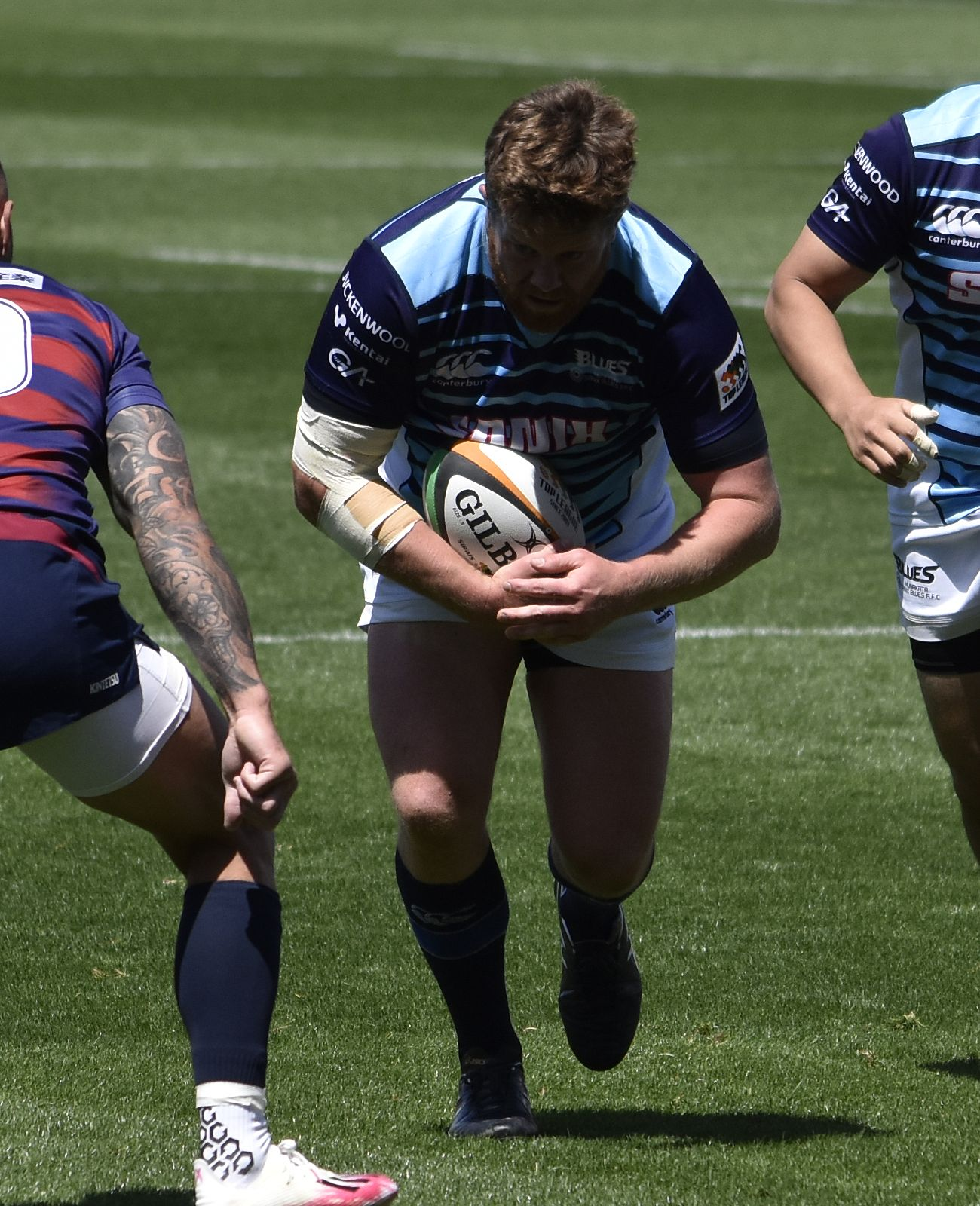
秩父宮ラグビー場（2021年4月18日撮影）

## 受賞歴
- 2022プレーヤー・オブ・ザ・シーズン (DIVISION 3)